# Sportsmen Acres
Sportsmen Acres é uma vila localizada no estado norte-americano de Oklahoma, no Condado de Mayes.

## Geografia
De acordo com o United States Census Bureau, a cidade tem uma área de 0,2 km², onde todos os 0,2 km² estão cobertos por terra.

### Localidades na vizinhança
O diagrama seguinte representa as localidades num raio de 12 km ao redor de Sportsmen Acres.

## Demografia
Segundo o censo nacional de 2010, a sua população é de 322 habitantes e sua densidade populacional é de 1 554,06 hab/km². É a localidade mais densamente povoada de Oklahoma. Possui 132 residências, que resulta em uma densidade de 637,07 residências/km².